# Liste der Kulturgüter in Widen
Die Liste der Kulturgüter in Widen enthält alle Objekte in der Gemeinde Widen im Kanton Aargau, die gemäss der Haager Konvention zum Schutz von Kulturgut bei bewaffneten Konflikten, dem Bundesgesetz vom 20. Juni 2014 über den Schutz der Kulturgüter bei bewaffneten Konflikten sowie der Verordnung vom 29. Oktober 2014 über den Schutz der Kulturgüter bei bewaffneten Konflikten unter Schutz stehen.
Es sind weder A-Objekte noch B-Objekte auf dem Gemeindegebiet ausgewiesen, Objekte der Kategorie C fehlen zurzeit (Stand: 1. Januar 2023). Unter übrige Baudenkmäler sind geschützte Objekte zu finden, die in der Bau- und Nutzungsordnung der Gemeinde verzeichnet sind.

## Übrige Baudenkmäler
| ID  | Foto |                 | Objekt                                                  | Typ | Standort                                 | Beschreibung |
| --- | ---- | --------------- | ------------------------------------------------------- | --- | ---------------------------------------- | ------------ |
| 302 |      | Datei hochladen | Alter Schulhausplatz mit Kreuz                          | K   | Koordinaten fehlen! Hilf mit.            |              |
| 303 |      | Datei hochladen | Wegkreuz in der Gyren                                   | K   | Koordinaten fehlen! Hilf mit.            |              |
| 304 |      | Datei hochladen | Wegkreuz an der Bremgarterstrasse                       | K   | Koordinaten fehlen! Hilf mit.            |              |
| 305 | BW   | Datei hochladen | Kreuz auf dem Kirchenvorplatz                           | K   | Bellikonerstrasse 670097 / 246522        |              |
| 306 | BW   | Datei hochladen | Brunnen                                                 | K   | Dorfstrasse/Gyrenstrasse 669311 / 246611 |              |
| 307 | BW   | Datei hochladen | Brunnen                                                 | K   | Dorfweg/Dorfstrasse 669430 / 246629      |              |
| 309 |      | Datei hochladen | Brunnen                                                 | K   | Dorfstrasse/Schlossguet                  |              |
| 311 | BW   | Datei hochladen | Sodbrunnen                                              | K   | Bremgarterstrasse 50 669497 / 246531     |              |
| 901 | BW   | Datei hochladen | Antoniuskapelle                                         | G   | Hasenberg 669935 / 247950                |              |
| 902 | BW   | Datei hochladen | Wohnhaus                                                | G   | Gyrenstrasse 50 668888 / 246739          |              |
| 903 | ja   | Datei hochladen | Bauernhaus                                              | G   | Gyrenstrasse 52 668861 / 246766          |              |
| 904 | BW   | Datei hochladen | Wohnhaus                                                | G   | Dorfstrasse 58 669378 / 247011           |              |
| 905 | BW   | Datei hochladen | Ehemaliges Bauernhaus (alte Wohnteile)                  | G   | Dorfstrasse 16/18 669364 / 246602        |              |
| 906 | BW   | Datei hochladen | Wohnhaus (ehemalige Sennerei des Klosters Hermetschwil) | G   | Eggenwilerstrasse 7 668882 / 246334      |              |